# نیل گولدمن و گرت داناوان
نیل گولدمن و گرت داناوان (به انگلیسی: Neil Goldman and Garrett Donovan) یک تیم نویسندگان تلویزیونی هستند که تاکنون بر روی مجموعه‌هایی مانند مرد خانواده و Scrubs کار کرده‌اند.
یک شخصیت در سریال مرد خانواده به نام نیل گولدمن از روی نام نیل گولدمن ساخته شد که البته از هیچ لحاظی شبیه به هم نیستند.